# 可沐云
可沐云（1930年—），男，山西汾阳人，中华人民共和国政治人物，曾任吉林省人大常委会副主任，第六届全国人大代表。